# Cyrkonia

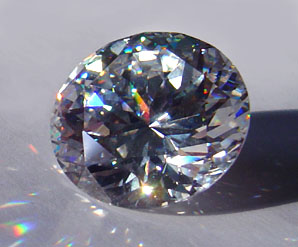
Cyrkonia szlifowana

Cyrkonia – bezbarwny syntetyczny kamień ozdobny nieposiadający swojego wzorca w przyrodzie. Jest to stabilizowana, regularna modyfikacja dwutlenku cyrkonu.

## Właściwości
- Wzór chemiczny: typowa cyrkonia ZrO2 + ok. 10% mol. Y (lub Y2O3) lub ok. 15%mol. CaO – tlenek itru i cyrkonu lub tlenek wapnia i cyrkonu
- Układ krystalograficzny: regularny
- Twardość: 8,5
- Gęstość: 5,6-6,0
- Barwa: zmienna, zależna od domieszek
- Współczynnik załamania światła: 2,15-2,18
- Dwójłomność: brak
- Dyspersja: 0,058-0,066
- Fluorescencja: niekiedy pomarańczowa

Zazwyczaj jest bezbarwna, ale dodatek domieszek może zmienić jej barwę: cer na pomarańczowoczerwoną, nikiel na brązową, chrom na zieloną, kobalt na niebieską. Po raz pierwszy pojawiła się w handlu w 1973. Na dobre opanowała rynek jubilerski w 1976, kiedy to otrzymano ją przy wykorzystaniu metody stapiania czaszowego.
- Specjalną miedzianą czaszę, w której umieszczano sproszkowany baddeleit i kawałki metalicznego cyrkonu (jako topnika) oraz stabilizatora w postaci Y2O3, podgrzewano indukcyjnie w atmosferze utleniającej. W temperaturze 2750 °C topił się baddeleit, a podczas stopniowego schładzania czaszy następowała krystalizacja kryształów.

Przez długi czas uchodziła za najlepszą imitację diamentu, dopóki na rynku nie pojawił się syntetyczny moissanit i diament GE POL.
W zależności od rodzaju i ilości użytego stabilizatora wyróżnia się odmiany:
- CZ – Diconia
- Cubic Z – Diamonit lub Diamondit
- Cubic Cyrkonia – Djevalit
- Cubic Cyrkonia II – Fianit
- Cubic ZrO2 – Phianit lub Phyanit
- Cubic ZrO2 lub ZrO – Shelby
- Dianond QU – Cyrkonia

Z tych odmian największe zastosowanie ma djevalit (odmiana szwajcarska) oraz fianit (odmiana rosyjska).

## Produkcja
Syntetyczna, stabilizowana cyrkonia jest produkowana na szeroką skalę w Rosji, Szwajcarii oraz Stanach Zjednoczonych.

## Zastosowanie
- Ze względu na właściwości optyczne uchodzi za bardzo dobrą imitację diamentu[1].
- Związek ten wykorzystywany jest również w medycynie – stomatologiczne uzupełnienie stałe na bazie tlenku cyrkonu (ZrO2), podbudowy pod napalanie ceramiką.
- W przemyśle: jako próbnik sondy analizującej ilość tlenu w spalinach (gazy w kominie) ze względu na możliwość pracy w temperaturach dochodzących do 700 °C.
- Do mierzenia pH w wysokich temperaturach (na przykład w wodzie w 300 °C).
- Do wyrobu noży ceramicznych